# Юліана Попа
Юліана Попа (рум. Iuliana Popa, нар. 5 липня 1996) — румунська веслувальниця, бронзова призерка Олімпійських ігор 2016 року.

## Виступи на Олімпіадах
| Олімпіада | Дисципліна                     | Місце |
| --------- | ------------------------------ | ----- |
| Ріо 2016  | вісімка розстібна зі стерновим | 3     |